# Onufry Węgliński
Onufry Węgliński herbu Godziemba – chorąży chełmski w latach 1790–1795, chorąży krasnostawski w latach 1786–1790, podstoli chełmski w latach 1778–1786, konsyliarz ziemi chełmskiej w konfederacji targowickiej w 1792 roku.
W maju 1793 roku wyznaczony przez konfederację targowicką do sądów ultimae instantiae.